# The Elder Scrolls III: Morrowind
The Elder Scrolls III: Morrowind (укр. Стародавні Сувої ІІІ: Морровінд) — рольова гра з відкритим світом в жанрі фентезі, розроблена Bethesda Game Studios і видана Bethesda Softworks. Третя основна частина серії The Elder Scrolls і наступна за хронологією за The Elder Scrolls II: Daggerfall. Гра вийшла для ПК і Xbox в 2002 році.
Події Morrowind відбуваються у вигаданому всесвіті The Elder Scrolls на Вварденфеллі, гігантському вулканічному острові в провінції Морровінд, населеної народом темних ельфів — данмерами. Світ гри є відкритим — гравець може вільно подорожувати по ньому, самостійно знаходячи цікаві місця і завдання. Основна сюжетна лінія гри пов'язана з місцевим божеством Дагот Уром, яке намагається знайти силу і звільнити Морровінд від влади Імперії. Гра примітна вкрай екзотичними і еклектичними локаціями, вбирає в себе елементи різних культур, архітектури і мистецтва країн Близького Сходу та Східної Азії, а також елементи середньовічної європейської архітектури і стімпанку.
Гра була добре прийнята критиками і гравцями, до 2005 року розійшлася тиражем понад чотири мільйони копій і отримала понад 60 нагород від різних видань, в тому числі «Гра року». У 2002 і 2003 роках для гри вийшли два доповнення — Tribunal і Bloodmoon; фінальна версія гри Morrowind: Game of the Year Edition, випущена в 2003 році, містила в собі обидва доповнення. Конструктор The Elder Scrolls Construction Set, додавався до версії гри для Microsoft Windows, дозволяв гравцям створювати власні модифікації — завдяки цьому навколо гри виникло співтовариство творців модифікацій. У 2008 році група ентузіастів випустила відкритий рушій OpenMW, який дозволяє грати на Linux і Mac OS X, а 26 липня 2016 року вийшла модифікація під назвою TES3MP, котра дозволила створювати онлайн сервери для гри в мультиплеєрному форматі з іншими гравцями на одній карті. Інші шанувальники гри також намагаються відтворити Morrowind у вигляді модифікацій для новіших і технічно досконаліших ігор серії, таких як Skywind.

## Сюжет
Події гри відбуваються у вигаданому всесвіті The Elder Scrolls на території острова Вварденфелл, що лежить біля північно-східної частини материка в провінції Морровінд, імперії Тамріель. При встановленні доповнень TES3:Tribunal та TES3:Bloodmoon у грі з'являються додаткові локації: відповідно місто Морнхолд (телепортація через NPC) та острів Солстхейм на півночі від Вварденфеллу. На час гри на Вварденфелі набирає впливу культ під назвою «Шостий Дім», метою якої, як виявляється у фіналі гри, є відновлення сили Дагот Ура — живого бога, якого перемогли у свій час боги Трибуналу, які після Битви під Червоною Горою очолили духовне керівництво на території острова Вварденфелл. З культом Дагот Ура також пов'язана епідемія невиліковної хвороби корпрус, уражені якою особи перетворюються на агресивних і фізично сильних потвор. Базою Дагот Ура є гора-вулкан Червона Гора, з якої в усіх напрямках віють морові бурі, що викликають корпрус та моторошні сни-видіння. Крім того, на території острова проходить прихований соціальний конфлікт між тутешнім населенням — данмерами (темними ельфами) та імперцями (людьми), представниками офіційної влади — імператора. Конфлікт має під собою як релігійне так і економічне підґрунтя.
Гра починається з того, що гравця — в'язня, якого імператор без будь-яких пояснень наказав звільнити, привозять на тюремному кораблі на острів Вварденфелл до маленького містечка Сейда Нін, де йому дають завдання знайти Кая Косадеса в місті Балмора. Після виконання цього завдання гравця приймають в організацію шпигунів імператора під назвою Леза.
Виконуючи завдання Кая, гравець дізнається про існування «Шостого Дому», діяльність якого йому і доведеться розслідувати. В ході виконання завдань гравцеві доведеться досліджувати стародавні руїни, де облаштували свої бази васали Дагот Ура, захворіти на «божественну хворобу» корпрус та зцілитись.
У результаті пригод гравець шляхом виконання ряду пророцтв дізнається, що він — втілення Неревара, давнього воїна-правителя, якого убили зрадники — боги Трибуналу. Як втілення Неревара, гравець повинен заволодіти легендарним комплектом магічних знарядь — артефактами Кагренака: рукавицею «Примарний охоронець», молотом «Розділювач» та кинджалом «Різець». Зібравши комплект Кагренака гравець повинен спуститись в жерло Червоної Гори і зустрітись з Дагот Уром. Щоб перемогти його, гравцеві необхідно за допомогою інструментів Кагренака знищити серце Лорхана, яке дає магічну силу як Дагот Уру, так і богам Трибуналу. Таким чином, після перемоги гравця над Дагот Уром, сили існуючих богів Трибуналу — Вівека, Альмалексії та Сота-Сіла почнуть поступово, протягом багатьох років, згасати.
Після закінчення основної сюжетної лінії гра не закінчується, і гравець може продовжувати виконувати побічні завдання та грати в доповнення.

## Ігрова система
Гра Morrowind має вид від першої особи та третьої особи. Рольова система гри є досить оригінальною, зокрема завдяки тому, що система досвіду накопичується від збільшення важливих навичок обраних під час створення персонажу (або наданих, якщо персонаж вибирався з наданого списку можливих). Розвиток персонажа повністю залежить від дій гравця, а сюжет гри є нелінійним — гравець може зосередитись як на виконанні завдань основної сюжетної лінії, так і на побічних завданнях, які для сюжету гри принципового значення не мають (наприклад, просуватись в ієрархії гільдій, колекціонувати ігрові предмети, досліджувати території).
Основними цілями гри є виконання завдань і вдосконалення ігрового персонажа. 
Персонаж має характеристики: силу, витривалість, спритність, швидкість, розум, силу волі, привабливість, удачу. Похідними від цих характеристик є кількість речей, що може переносити персонаж, показники здоров'я, магічної енергії та рівня витривалості. Крім того, персонаж має систему вмінь (володіння мечем, захист, алхімія, акробатика тощо), кожне з яких ґрунтується на певній характеристиці. Характеристики і вміння мають показники від 1 до 100 і протягом гри можуть підвищуватись. Вміння може бути розвинене шляхом його використання або тренування. Характеристика може бути покращена при зростанні рівня гравця. Крім того, параметри гравця можуть бути підвищені тимчасово з допомогою магії.

## Саундтрек
Музику до гри написав Джеремі Соул, композитор, який до того отримав позитивні відгуки в ігровій пресі за його роботу  над Total Annihilation та Icewind Dale. У прес-релізі компанії Bethesda, Соул стверджував що "епічна якість" серії Elder Scrolls є "особливо сумісна з величним, оркестровим стилем музики" який йому подобається писати "найбільше". Поза прес релізами, саундтрек Morrowind також отримав трохи критики. У оглядах гри GameSpot та GameSpy критикували довжину сандтреку, але хвалили його якість. Ґреґ Касавін в GameSpot писав: "Як тільки ви вперше завантажите Morrowind, вас зустріне незабутня, зворушлива тема, повна піднесених струнних і гуркотом ударних. Ви продовжите чути її буквально кожні п'ять хвилин протягом гри." Соул знав про цю проблему, і вирішив створити м'яку та мінімалістичну мелодію, щоб не  замучити вуха гравців.

## Модифікації
Гра має потужну систему модифікацій. Використовуючи офіційний редактор TES Construction Set, можна створювати власні доповнення. На даний момент фанатами гри вже створено сотні модифікацій. Деякі з них можна скачати із сайту Planet Elder Scrolls для англійської версії, або з сайтів Fullrest та TesAll для російської локалізації.